# Otis Birdsong
Otis Lee Birdsong (ur. 9 grudnia 1955 w Winter Haven) – amerykański koszykarz, występujący na pozycji obrońcy, kilkukrotny uczestnik spotkań gwiazd NBA, wybrany do drugiego składu najlepszych zawodników NBA, złoty medalista igrzysk panamerykańskich.

## Osiągnięcia
Na podstawie, o ile nie zaznaczono inaczej.
NCAA
- Zawodnik:
  - dekady konferencji SWC - lat 70.
  - roku konferencji Southwest (1977)[6]
- Wybrany do:
  - I składu All-American (1977)[7]
  - składu:
    - All-Southwest Conference (1976, 1977)
    - USBWA’s All-District VI Team (1975-1977)

  - galerii sław:
    - Florida Sports Hall of Fame (2000)
    - University of Houston’s Hall of Honor (2000)
    - Southwest Conference Hall of Fame (2014)
- Uczelnia zastrzegła należący do niego numer 10

NBA
- Uczestnik meczu gwiazd:
  - NBA (1979–1981, 1984)[1]
  - Legend NBA (1993)[8]
- Zaliczony do II składu NBA (1981)[2]
- Zawodnik tygodnia NBA (26.10.1980)[9]

Reprezentacja
- Mistrz igrzysk panamerykańskich (1975)[3]